# Ludvika kraftstation
Ludvika kraftstation ligger vid Ludvika ström i Ludvika. Stationen byggdes ursprungligen av Ludvika bruk och invigdes år 1902. Elkraft levererades då till Blötbergets och Saxbergets gruvor, till Nya Förenade Elektriska AB samt till vägbelysning. Anläggningen har moderniserats sedan dess, senast 2006-2007. Vattenkraften kommer från sjön Väsman, som har  en fallhöjd på 17,5 meterner till sjön Gårlången. Idag ägs och drivs anläggningen av VB Energi.

## Historik
Anläggningen i Ludvika är ett av Sveriges tidiga vattenkraftverk. Verket byggdes på initiativ av Ludvika bruk, vars dåvarande ägare Carl Roth var drivande kraft. Vid sidan om bruket intresserade han sig för produktion och överföring av elektrisk energi. Företaget Elektriska AB Magnet (senare Nya Förenade Elektriska AB), tillkom år 1900 på initiativ av Carl Roth. Han sålde mark och startade för egen räkning utbyggnaden av Ludvika kraftstation, till vilket Elektriska AB Magnet levererade utrustning. Elkraft gick till Blötbergets och Saxbergets gruvor, till Nya Förenade Elektriska AB samt till vägbelysning.
Själva anläggningen uppfördes 1901-1902 intill Ludvika ström. Projektör var Carl Johan Nilsson. De ursprungliga byggnaderna i rött tegel är bevarade men skyms idag av ett tillbyggt ställverkshus i tre plan. Interiören har kvar sitt ursprungliga utseende. Här finns innertak av trä med hanbjälkar av rundstål, diagonalrutigt kakelgolv med mönstrad bård i färg grön/vit samt trappor med räcken av järnsmide.
Vattnet leds från sjön Väsman i en 325 m lång tilloppstunnel murad av slaggsten fram till ett svalltorn, varifrån en vattentub går 110 meter till kraftverket. Totala fallhöjden är 17,5 meter. Den idag över 100 år gamla tunneln visade sig vara i gott skick vid renoveringen 2006-2007. Då byggdes bland annat en ny tilloppstub och nya intagsluckor och de två gamla turbinerna byttes ut mot en Kaplanturbin, vidare har en ny generator installerats.

## Ägare
Efter Ludvika bruk ägdes kraftstationen av Ludvika kraftverk, som i sin tur hörde till ASEA.  År 1927  tillträdde ingenjören Atle Lundström befattningen som verkställande direktör för Ludvika kraftverk (senare kommunägda Ludvika Elverk), en befattning som han hade fram till sin död 1955. År 1982 övertogs verksamheten i Ludvika av Vattenfall. VB Energi bildades 1983 genom en sammanslagning mellan kommunägda Ludvika Elverk och Gränges kraft.

## Historiska bilder

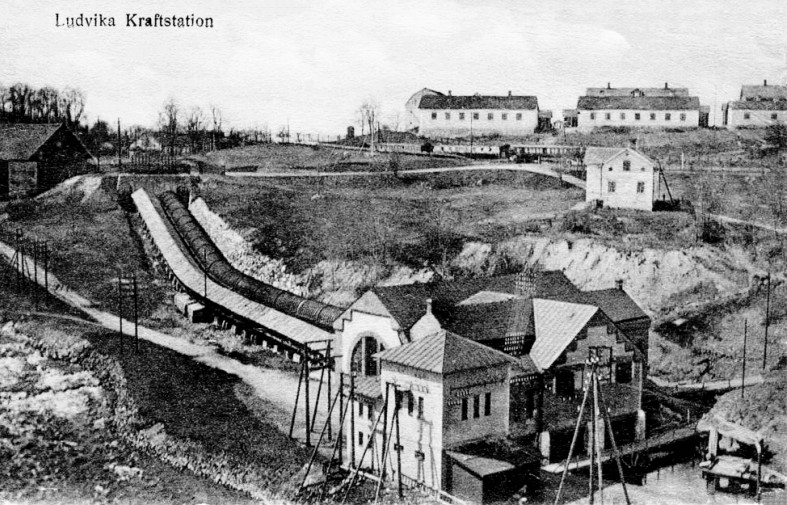
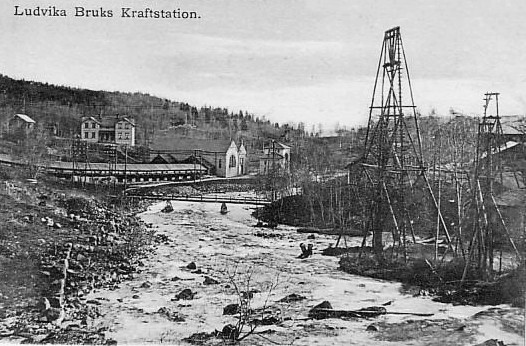
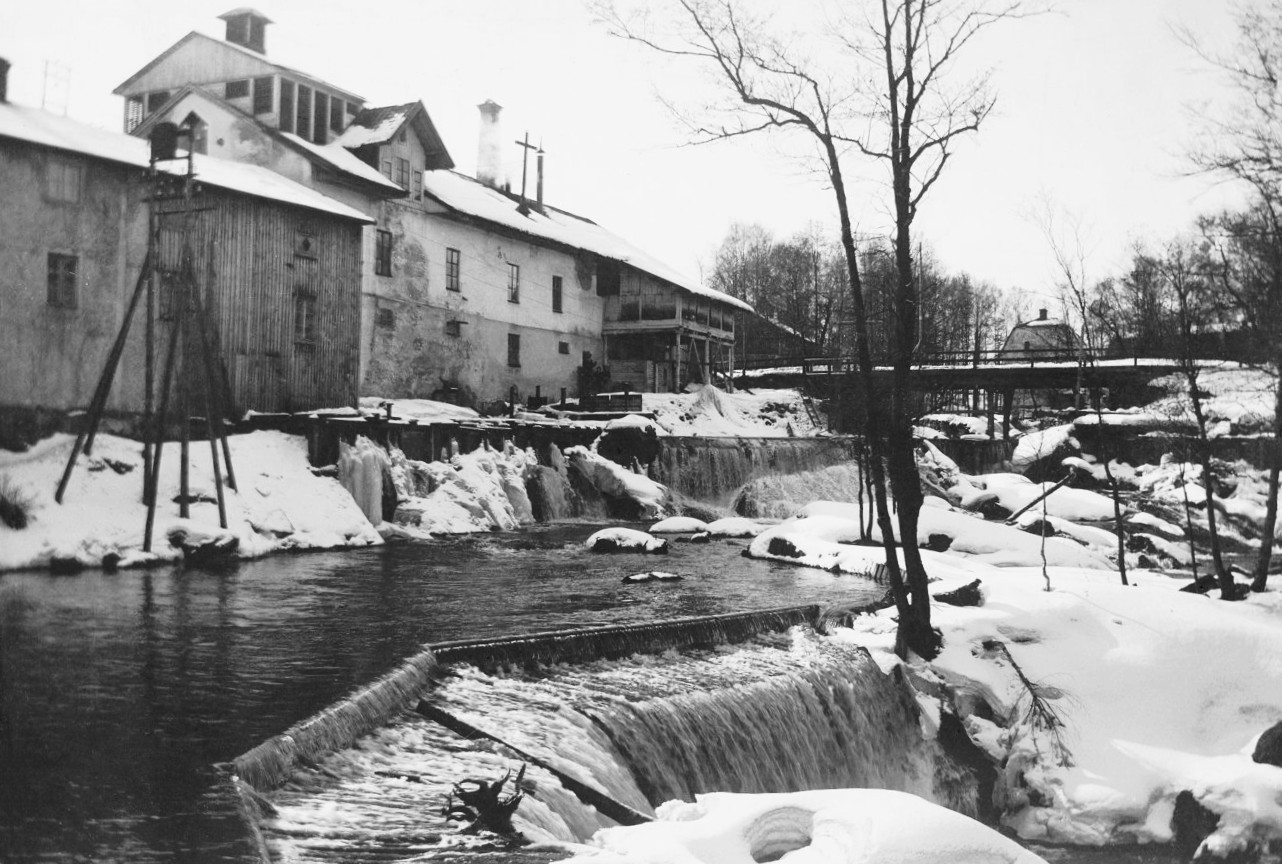
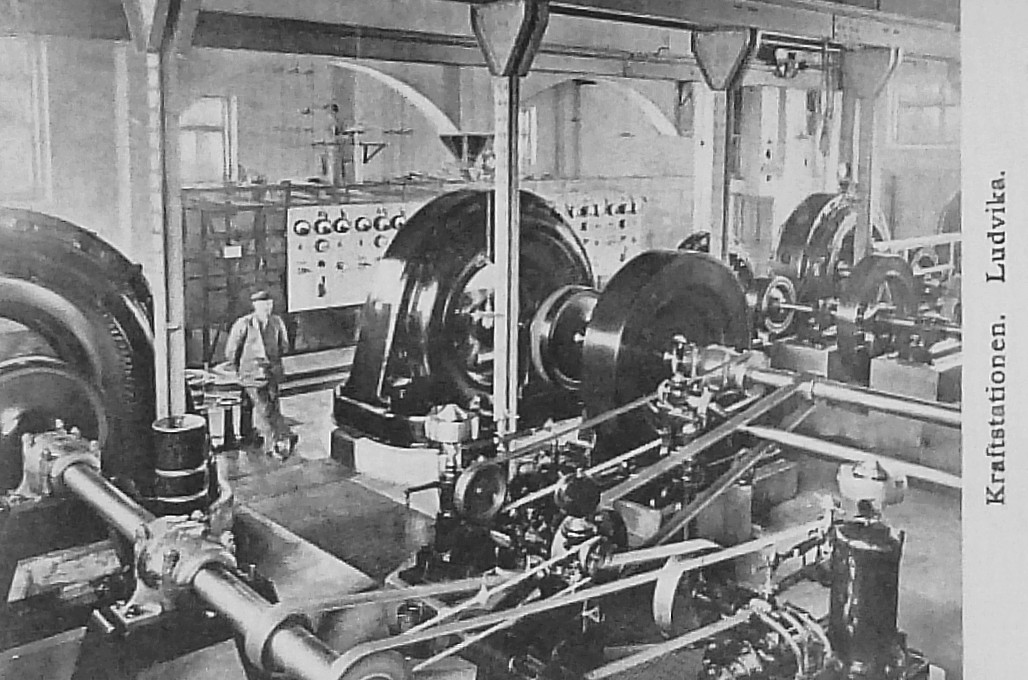

## Nutida bilder

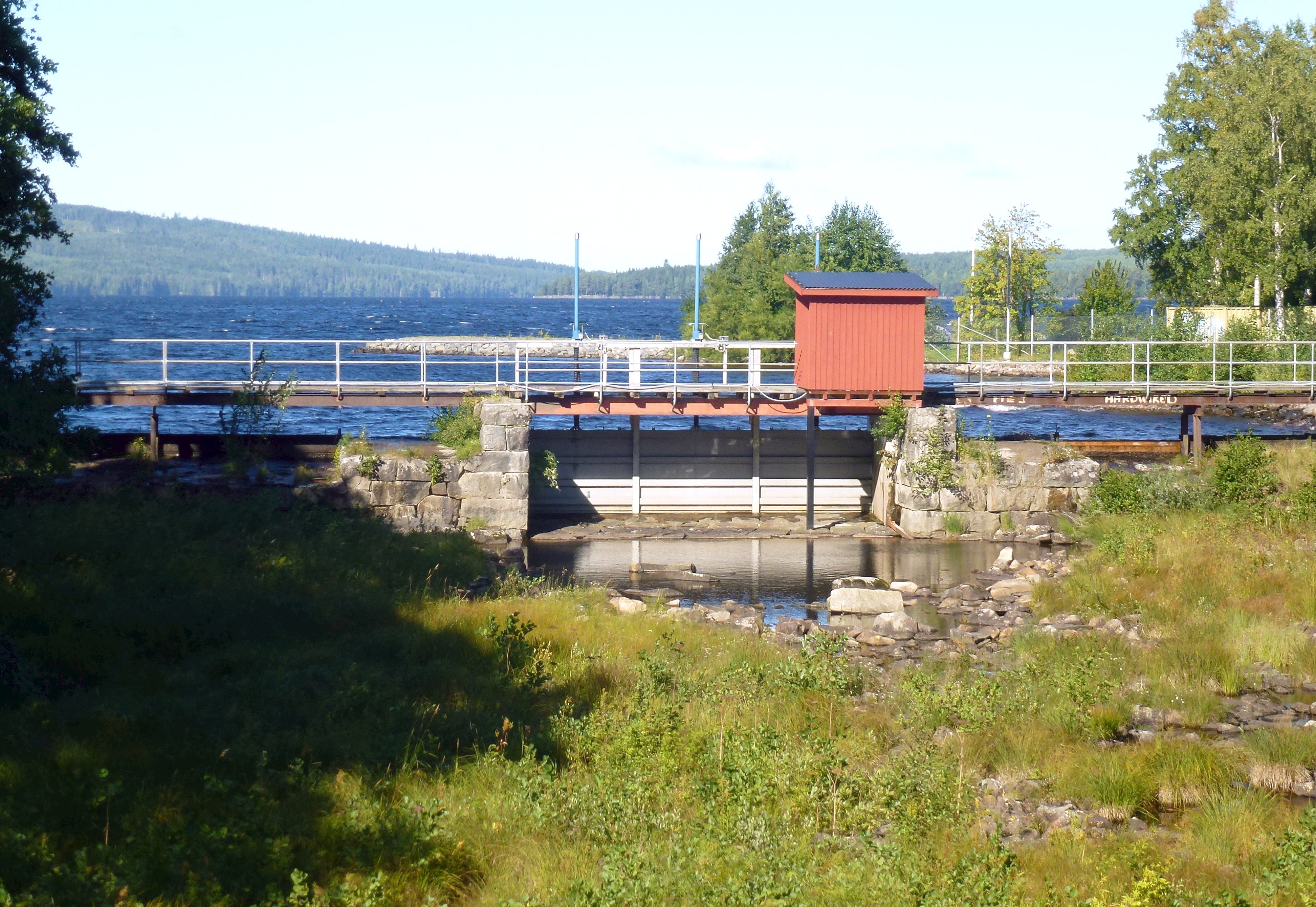
Dammen och intaget vid Väsman
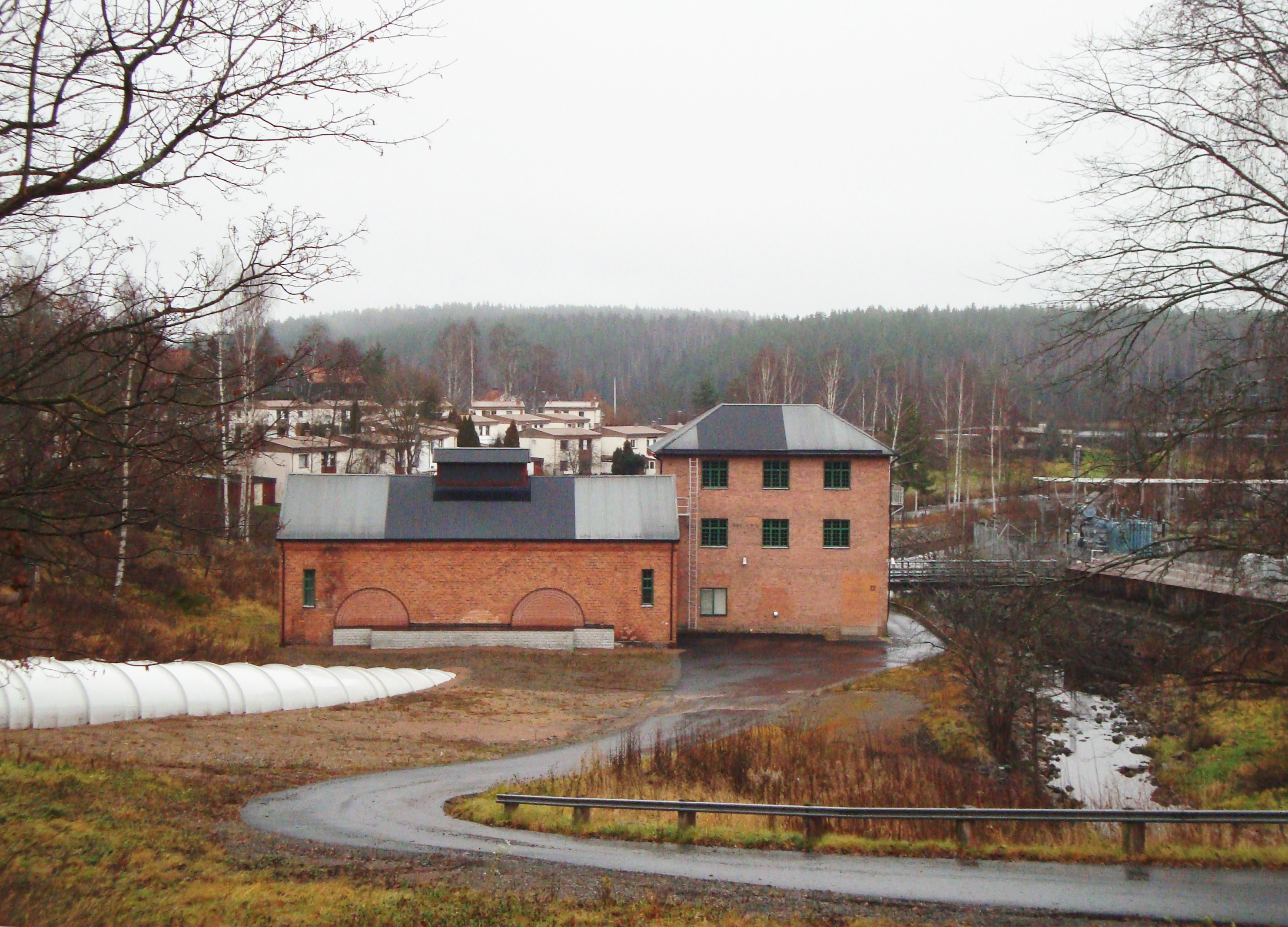
Kraftverket med vattentuben till vänster
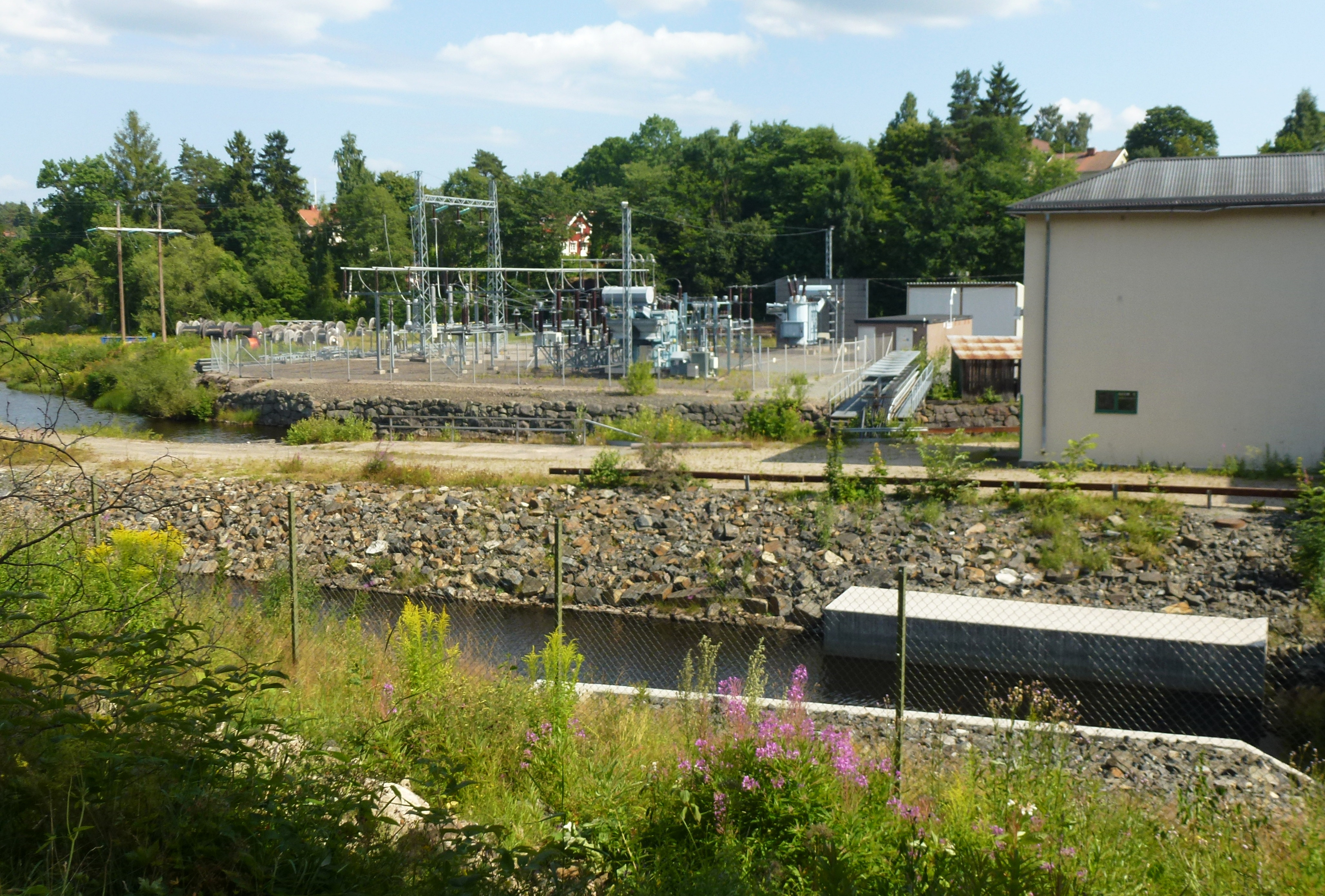
Ställverket nedanför kraftverket
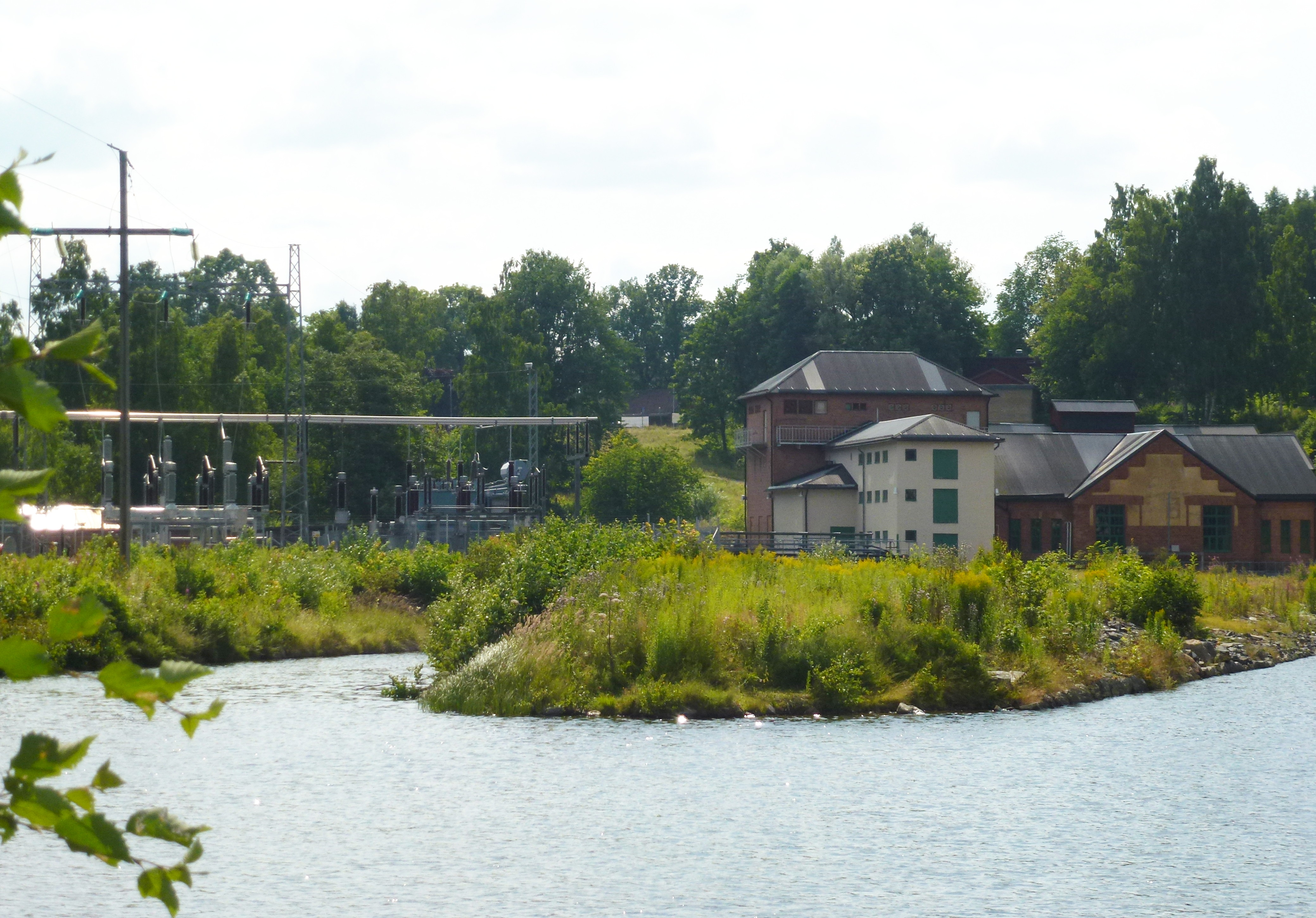
Utloppskanalen till Gårlången